# Cheumatopsyche comis
Cheumatopsyche comis là một loài Trichoptera trong họ Hydropsychidae. Chúng phân bố ở miền Tân bắc.